# Izunna Uzochukwu
Izunna Arnest Uzochukwu (født 11. april 1990) er en nigeriansk fodboldspiller, der spiller på midtbanen i kinesiske Meizhou Hakka F.C. Han spillede for FC Midtjylland fra 2009 til 2015 og for OB fra 2016 til 2018.